# Římskokatolická farnost u kostela Narození Panny Marie Praha-Michle
Římskokatolická farnost Praha-Michle je komunita římských katolíků sdružených kolem kostela Narození Panny Marie v městské části Praha 4 – Michle.

## Působnost
Do roku 2018 byladministrátorem farnosti P. Mgr. Antonín Lukeš M.Id., toho nahradil 1. 11. Alberto Giralda Cid, který v michelské farnosti působil jako farář v letech 1996–2011. Vikářem je P. Antonio Vicente Pérez Caramés M.Id. Do územní působnosti farnosti spadají čtvrti Michle a Krč. V roce 2001 na území zdejší farnosti žilo 32 762 osob.

## Kostely farnosti
| Fotografie | Kostel                                          | Místo           | Zeměpisné souřadnice            | Poznámka                  |
| ---------- | ----------------------------------------------- | --------------- | ------------------------------- | ------------------------- |
|            | Kostel Narození Panny Marie                     | Baarova (Praha) | 50°3′0″ s. š., 14°27′9″ v. d.   | farní kostel              |
|            | Kostel svatého Františka z Assisi               | Habrovka        | 50°2′27″ s. š., 14°26′52″ v. d. | filiální kostel           |
|            | Kaple Kongregace školských sester de Notre Dame | Kačerov         | 50°2′23″ s. š., 14°27′24″ v. d. | soukromá kaple kongregace |